# 井上茂子
井上 茂子（いのうえ しげこ、1954年 - ）は、日本の歴史学者、翻訳家。専門は西洋史。上智大学名誉教授。

## 略歴
山口県生まれ。1976年東京大学教養学部教養学科国際関係論卒業、同大学院博士課程満期退学。
1985年、ミュンヘン大学卒業。
1986年東京大学教養学部助手、1987年姫路獨協大学外国語学部講師、1990年助教授、1997年上智大学文学部助教授、教授。2023年名誉教授。西洋近現代史を教える。
2004年『ホロコースト事典』で日本翻訳出版文化賞受賞。

## 所属学会・委員会
- 社会経済史学会
- 日本国際政治学会
- 日本西洋史学会
- 日本ドイツ学会
- 史学会
- 歴史学研究会
- 現代史研究会、2001年より運営委員長

## 共編著
- 『1939 ドイツ第三帝国と第二次世界大戦』（芝健介, 矢野久, 木畑和子, 永岑三千輝共著、同文館出版） 1989
- 『近代ドイツの歴史 18世紀から現代まで』（若尾祐司共編著、ミネルヴァ書房） 2005
- 『ドイツ文化史入門 16世紀から現代まで』（若尾祐司共編、昭和堂） 2011

## 翻訳
- 『女の皮膚の下 18世紀のある医師とその患者たち』（バーバラ・ドゥーデン、藤原書店） 1994
- 『ヨーロッパ・ユダヤ人の絶滅』（ラウル・ヒルバーグ、望田幸男, 原田一美共訳、柏書房） 1997
- 『ホロコースト大事典』（ウォルター・ラカー編、芝健介, 永岑三千輝, 木畑和子, 長田浩彰共訳、柏書房） 2003

## 主な論文
- 「ドイツ人の「過去の克服」の旅」（『季刊　戦争責任研究』第55号）
- 「「ヒトラーの日記」事件 - 史料批判の力 -」（『歴史家の工房』所収、Sophia University Press）
- 「社会国家の歴史におけるナチ時代 - 労働者政策と福祉政策を事例にして -」（『上智史学』第44号）
- 「1997年の歴史学界・回顧と展望 - ヨーロッパ・現代・ドイツ -」（『史学雑誌』第107号）
- 「ナチ体制下のカトリック教徒 - ナチズムに対する相対的に高い「免疫性」についての一考察 -」（『キリスト教史学』第51号）
- 「記憶の中の過去と記録の中の過去 - 英米独日の歴史の聞き取り運動 -」（『現代の日本人はどう生きるか』所収、姫路獨協大学出版局）
- 「ナチ党の労働者政策 - 闘争期から第三帝国初期にかけて -」（『現代史研究』第30号）